# Coriovallum
Coriovallum je bila rimska naselbina med začetkom krščanske dobe in okoli leta 400 našega štetja na mestu mesta Heerlen. Naselbina se je nahajala v rimski provinci Germania Inferior, na križišču dveh pomembnih rimskih cest, ene od Boulogne-sur-Mer do Kölna in druge od Xantena do Triera.

## Poimenovanje in lokalizacija
O etimologiji rimskega imena Coriovallum ni soglasja. Končni vallum označuje ugodno locirano utrdbo ali tabor. Druga možnost je, da vallum izhaja iz latinske besede vallis, kar pomeni 'dolina'. Corium v latinščini pomeni 'koža' in bi lahko pomenil trg, znan po trgovanju s kožami ali usnjem, ali kraj s strojarnami. Po mnenju nekaterih etimologov je ime napačno črkovano in je pravilno ime Cortovallum, kot je navedeno tudi na Tabula Peutingeriana (Peutingerjeva karta). Potem bi lahko pomenilo "utrjeno dvorišče". 
Dolgo časa ni bilo jasno, kje naj bi bil Coriovallum, omenjen na Peutingerjevem zemljevidu. V začetku 19. stoletja je Martin Cudell (1773-1845), ki je verjetno prvi limburški arheolog, še vedno menil, da bi moralo biti najdišče v Ravensboschu. Leta 1876 pa je bilo ugotovljeno, da je Heerlen prava lokacija.  

## Pomen odkritja
Tradicionalna podoba rimskega Heerlena je bila podoba obcestne vasi, ki je dosegla največjo velikost v drugem stoletju. Arheologinja in kustosinja Thermenmuseuma Karin Jeneson trdi, da je bila naselbina veliko večja, kot so prej domnevali. Po velikosti in gostoti bi bil Coriovallum precej večji od rimskega Maastrichta (Mosa Trajectum) ali Aachna (Aquis Granum), precej primerljivo s Xantenom ( Colonia Ulpia Traiana) ali Tongerenom (Atuatuca Tungrorum) in le nekoliko manjši od rimskega Kölna (Colonia Claudia Ara Agrippinensium). Kolonija je bila morda zmanjšana na trdnjavo v 3. stoletju, po frankovskih napadih.

## Arheološka izkopavanja
Čeprav ime naselja kaže predvsem na vojaško utrdbo ali stražarnico, pa dosedanje najdbe dajejo drugačno sliko. Prej označujejo vas ali mesto z meščanskim značajem. V današnjem Heerlenu so v kleteh hiš in drugih prostorih našli različne sledi rimskih hiš, nekatere s stenskimi poslikavami in ogrevanjem. Na primer, leta 2008 so bili najdeni ostanki velike meščanske hiše (domus). V okolici Heerlena so našli različne vile rustice. Izkopanih je bilo tudi več kot štirideset lončarskih peči. Heerlense Uilestraat je dobila ime po teh najdbah ( ölles = lonci). Leta 1940 so odkrili velik kompleks kopališč iz okoli leta 100 našega štetja, največje rimske strukture na Nizozemskem. Samo na območju term je bilo odkritih več kot deset tisoč arheoloških najdb, vključno z ostanki zgradb, steklom, lončenino, kovanci in nakitom. V bližini kopališkega kompleksa so bili najdeni tudi ostanki obrambnih jarkov, nagrobnih spomenikov.

## Vidni ostanki

### Konstrukcijski fragmenti
Izkopano kopališče Coriovallum, največji arheološki spomenik iz rimskega obdobja na Nizozemskem, je od leta 1977 na ogled v Thermenmuseumu. V muzeju je razstavljeno tudi veliko število fragmentov drugih zgradb iz rimskega Heerlena in okolice.
- Termalni kompleks
- Okrašeni kapital
- Stenski fragmenti
- Fragmentalno

### Umetniški predmeti
V Thermenmuseumu so na ogled tudi številni reliefi in samostoječe skulpture. Nekatere mojstrovine iz Coriovalluma si lahko ogledate v Narodnem muzeju starin v Leidnu .
- Nagrobni spomeniki
- Kipec Fortune
- Izklesana podoba ženske
- Speči Amor (RMO, Leiden)

### Javni prostor
Rimska preteklost mesta je bila vidna na različnih mestih v javnem prostoru Heerlena. Rekonstrukcijo kopališkega kompleksa najdete v tematskem parku Archeon v Alphen aan den Rijn.
- Trg mestne hiše z oznakami izkopanin
- Sodobni mejnik v križišču Heerbanen
- Termalni muzej
- Replika kopališča Heerlens v Archeonu